# Kasteel Ten Goye
Kasteel Ten Goye was een kasteel in de gemeente Houten. Het heeft gestaan langs de Wickenburghseweg, in de binnenbocht ter hoogte van 't Goysedorp. Het kasteel werd gebouwd in de 10e eeuw als een mottekasteel. Het was het bestuurlijk centrum van het gouw en latere graafschap Opgooi.
In 1126 wordt het kasteel voor het eerst genoemd.
Vermoed wordt dat het in die tijd een klein stenen kasteel was. Het stadium van mottekasteel was toen gepasseerd. In het noorden was een voorhuis en het hoofdgebouw stond zuidelijker. Het kasteel werd bewoond door het geslacht Van Goye. Deze edelen voerden taken uit als burggraaf en maarschalk van Het Nedersticht.

## Oorlogshandelingen
In de 14e eeuw groeit het kasteel uit tot een machtig en indrukwekkend gebouw en is het meermalen betrokken bij oorlogshandelingen. Belegeringen vonden plaats in 1317, in 1353-1355 en de laatste keer in 1380.
In 1317 belegerde Gwijde van Avesnes het kasteel, nadat de heer van Culemborg erin was getrokken. In de avond kwam hij te overlijden, waarna het kasteel werd heroverd.
In de periode 1353-1355 werd het kasteel bewoond door de heer van Vianen. Deze voerde samen met de graaf van Holland en de heer van Culemborg strijd tegen bisschop Jan van Arkel. De bisschop belegert het kasteel, maar op 22 oktober 1355 wordt er vrede gesloten. De schade aan het kasteel wordt vergoed en het kasteel wordt gerepareerd. In de jaren zeventig vinden archeologen ten noordoosten van het kasteelterrein een steenoven terug. Ze vermoeden dat deze is gebruikt voor de herstelwerkzaamheden uit 1355 en latere jaren.
In 1380 belegerde Floris van Wevelinkhoven het kasteel in zijn strijd om de bisschopszetel in het Sticht Utrecht met Reinoud van Vianen. Hierna is het kasteel in verval geraakt. De laatste vermelding is uit 1536.

## Molen en dorp
Op de omwalling van het kasteel heeft een korenmolen gestaan. Deze wordt voor het eerst gemeld in 1434. In 1536 had ene Jan Laurens een molen en een vervallen slot in erfpacht. De restanten van het slot zijn samen met de molen rond 1594 definitief gesloopt. Op een kaart uit 1640 staat een boomgaard ingetekend op de plek van het kasteel. Deze is in 2017 gerooid. Het terrein is sindsdien in particulier bezit, opnieuw ingericht en opengesteld voor bezoekers met belangstelling voor deze weinig bekende geschiedenis. Het terrein wordt beheerd door Fundatie Ten Goye die met beplanting en met een app het voormalige kasteel zichtbaar maakt.
Naast het kasteel is het dorp Oostrum ontstaan. Tegenwoordig staat dit dorp bekend onder de naam 't Goy. Op luchtfoto's is de oude grachtenloop terug te zien. Diverse woningen in dit dorp zijn opgetrokken uit de kloostermoppen van het kasteel.
Kasteel Ter Aa (Breukelen) ·
Aastein ·
Slot Abcoude ·
Amaliastein ·
Nieuw-Amelisweerd ·
Oud-Amelisweerd ·
Kasteel Amerongen ·
Kasteel Batestein (Harmelen) ·
Kasteel Batestein (Vianen) · 
De Beest ·
Bergestein ·
Beverweerd ·
Blasenburg ·
Blikkenburg ·
Blommesteyn ·
Bolenstein ·
Bolsweerd ·
Bottestein ·
Kasteel Broekhuizen ·
Bruinenburg ·
Huis Cammingha ·
Clarenborg ·
Coelhorst ·
De Batau ·
Dompselaer ·
Huis Doorn ·
Drakenburg (kasteel) ·
Drakensteyn ·
Kasteel Duurstede ·
Huis Ter Eem ·
Eijkelenburg ·
Emmickhuizen ·
Den Engh ·
Essenstein ·
Everstein (Everdingen) ·
Everstein (Jutphaas) ·
Den Eyck ·
Galesloot ·
Kasteel Geerestein ·
Gildenborgh ·
Kasteel Ten Goye ·
Grauwert ·
Grijpestein ·
Groenestein (Langbroek) ·
Kasteel Groeneveld (Baarn) ·
Groenewoude (Woudenberg) ·
Gunterstein ·
Kasteel de Haar ·
Kasteel Hagestein ·
Hamtoren ·
Kasteel Hardenbroek ·
Huis Harmelen ·
Ridderhofstad Heemstede ·
Kasteel Heemstede ·
Heimenberg ·
Heimerstein ·
Huis Herlaar ·
Ter Heul ·
Heulestein ·
Hindersteyn ·
Kasteel Ter Horst (Achterberg) ·
Isselt ·
Kasteel IJsselstein ·
Jagenstein ·
Kersbergen ·
Killestein ·
Kronenburg (kasteel) ·
Kasteel Levendaal ·
Lichtenberg (Woudenberg) ·
Lievendaal (Amerongen) ·
Landgoed Linschoten ·
Kasteel Linschoten ·
Lockhorst ·
Kasteel Loenersloot ·
Kasteel Lunenburg ·
Huis Maarsbergen ·
Marckenburg ·
Ter Meer ·
Ter Mey (Haarzuilens) ·
Huis te Mijdrecht ·
Huis te Mijnden ·
Kasteel Moersbergen ·
Kasteel Montfoort ·
Natewisch ·
Te Nesse ·
Kasteel Nijenrode ·
Nijenstein ·
Nijeveld ·
Noordwijk (Langbroek) ·
Huis te Oosterwijk ·
Oostwaard (Utrecht) ·
Op de Bol ·
Oud-Broekhuizen ·
Ridderhofstad Oudaan ·
Huis Oudegein ·
Oudenhorst ·
Plettenburg (kasteel) ·
Huis De Polle ·
Prattenburg ·
Kasteel Putkop ·
Randenbroek (park) ·
Remmerstein ·
Kasteel Renswoude ·
Rhijnauwen ·
Kasteel Rhijnestein ·
Huis Riebeek ·
Kasteel Rijnenburg ·
Rijnestein ·
Rijneveld ·
Kasteel Rijnhuizen ·
Rijningen ·
Huis Rijnsweerd ·
Rijpickerwaard · 
Kasteel Rijsenburg ·
De Roetert ·
Rumelaar ·
Kasteel Ruwiel ·
Royestein ·
Kasteel Sandenburg ·
Kasteel Schalkwijk ·
Kasteel Schonauwen ·
Schurenburg ·
Snaafburg ·
Snellenburg ·
Paleis Soestdijk ·
Steenhuis (Lopik) ·
Kasteel Sterkenburg ·
Stormerdijk ·
Landgoed Stoutenburg ·
Ten Massche ·
Valkenburg (Rhenen) ·
Huis te Velde ·
Kasteel Veldenstein ·
Hofstede te Vliet ·
Huis te Vleuten ·
Huis te Vliet (Lopik) ·
Huis te Vliet (Oudewater) ·
Vogelpoel ·
Huis te Voorn ·
Vredelant ·
Vronestein ·
Vuijlcop ·
Kasteel Walenburg ·
Wayenstein (Amerongen) ·
Kasteel Weerdenburg ·
Weerdesteyn ·
Weerestein ·
Hof ter Weyde ·
Wickenburgh ·
Wijnestein ·
Wiltenburg (Utrecht) ·
Kasteel van Woerden ·
Huis Woudenberg ·
Huis te Woudenberg (I) ·
Huis te Woudenberg (II) ·
Wulven ·
Kasteel Oud-Wulven ·
Wulvenhorst ·
Slot Zeist ·
Kasteel Zuilenburg ·
Zuileveld ·
Slot Zuylen ·
Huis Zuylenstein